# Chrosiothes niteroi
Chrosiothes niteroi is een spinnensoort in de taxonomische indeling van de kogelspinnen (Theridiidae).
Het dier behoort tot het geslacht Chrosiothes. De wetenschappelijke naam van de soort werd voor het eerst geldig gepubliceerd in 1964 door Herbert Walter Levi.